# Yves Plamondon
 (janvier 2025).
Yves Plamondon, dit Colosse, est un criminel québécois. Il est né le 8 août 1950 dans l’arrondissement Saint-Sauveur dans la basse-ville de Québec.
Il est connu pour avoir purgé un peu plus de 28 ans de prison pour un triple meurtre qu’il dit ne pas avoir commis. Il est blanchi de ces accusations à la suite d'un long combat judiciaire.

## Biographie
Né d’une famille pauvre, Colosse a deux frères et deux sœurs. Il n’apprécie pas l’école et quitte celle-ci en quatrième année. À ce jour, il est toujours analphabète. 
Le psychiatre Dr Joel Watts décrit Colosse comme un individu présentant des traits de personnalité narcissique et antisociale.
Il effectue ses premiers crimes au tout début de l’adolescence.
Il admet avoir fréquenté le clan Dubois mais nie tout lien avec les motards criminels.
En prison, des rapports carcéraux le décrivent comme une personne violente qui menaçait régulièrement les agents correctionnels. Il était également vu comme une personne ayant beaucoup d’influence auprès des détenus.

## Carrière criminelle
Dès l’âge de 13 ans, le jeune Colosse volait déjà des voitures. À l’âge de 17 ans, il reçoit sa première peine fédérale de deux ans d’incarcération.
Au début des années 1970, Plamondon alors âgé dans le début de la vingtaine braque une banque avec deux complices. Ils seront toutefois rapidement arrêtés. Il est condamné à près de six ans de prison.
En 1977, il est surpris en train d’essayer de forcer le coffre-fort d’un laboratoire. Il écope d’une peine clémente de neuf mois de prison.
Entre 1980 jusqu’à 1985, il effectue des séjours en prison pour différents crimes. En 1985, il est accusé des meurtres de Claude Simard, Denis Ouellet et Armand Sanschagrin. En avril 1986, il est reconnu coupable et condamné à la prison à perpétuité. En mars 2014, il est disculpé et devient libre à nouveau.
En octobre 2015, Colosse est arrêté à nouveau alors qu’il participe au vol qualifié d’une caisse populaire avec un complice. Le duo s’empare d’une somme de 26 $ avant de prendre la fuite. Ils seront arrêtés plus tard. Colosse est condamné à cinq ans de prison.

## Évasions
Lors de ses séjours en prison, Yves Plamondon est impliqué dans de nombreuses tentatives d’évasion.
En 1973, il scie les barreaux de sa cellule.
En 1981, il essaie de se sauver par une fenêtre.
En 1986, il se sauve de l’établissement pénitentiaire de Laval par les égouts. Il est toutefois retrouvé rapidement. La même année, il est soupçonné d’être impliqué dans un complot d’évasion par hélicoptère.
Ses tentatives se poursuivent jusqu’en 1995 alors qu’il est incarcéré à la prison de Donnaconna. Il est aussi soupçonné d’avoir commandé deux meurtres de codétenus qui en savaient trop sur les complots. Il ne sera pas accusé.

## Poursuite contre le gouvernement
Une fois libéré de sa longue peine en 2014, Plamondon et ses avocats déposent une poursuite de 35 millions de dollars contre le gouvernement du Québec. Plamondon clame avoir été emprisonné injustement pendant 28 ans.
En 2020, un juge de la Cour supérieure du Québec a rejeté le recours de Yves Plamondon. Ce dernier a porté la cause en appel qui a été également refusé en 2022. Il se tourne ensuite vers son ultime recours soit la Cour suprême du Canada qui refusa également de l’entendre en 2023.

## Télévision
Une série-documentaire intitulée Colosse Plamondon est produite et revient sur l’affaire qui a capté l’attention des journaux pendant près de 30 ans.